# Balkan Cup 1936
Balkan Cup 1936 – siódma edycja turnieju piłkarskiego Balkan Cup, który odbył się w Bukareszcie od 17 do 24 maja 1936. Po raz trzeci tytuł zdobyła drużyna Rumunii. W turnieju udział wzięły trzy drużyny. Turniej był ostatnią przedwojenną edycją rozgrywek. Powrócił dziesięć lat później w 1946.

## Tabela końcowa
| Drużyna  | M | Z | R | P | Br+ | Br- | +/- | Pkt |
| -------- | - | - | - | - | --- | --- | --- | --- |
| Rumunia  | 2 | 2 | 0 | 0 | 9   | 3   | +6  | 4   |
| Bułgaria | 2 | 1 | 0 | 1 | 6   | 8   | -2  | 2   |
| Grecji   | 2 | 0 | 0 | 2 | 6   | 10  | -4  | 0   |

## Wyniki poszczególnych meczów
| 17 maja 1936 |       |          |
| Rumunia      | 5 : 2 | Grecja   |
| 21 maja 1936 |       |          |
| Bułgaria     | 5 : 4 | Grecja   |
| 24 maja 1936 |       |          |
| Rumunia      | 4 : 1 | Bułgaria |

## Zwycięzca
| Zwycięzca Balkan Cup w sezonie 1936 |
| ----------------------------------- |
| Rumunia                             |